# Dasybasis evenhuisi
Dasybasis evenhuisi är en tvåvingeart som beskrevs av Burger 1995. Dasybasis evenhuisi ingår i släktet Dasybasis och familjen bromsar.
Artens utbredningsområde är Nya Kaledonien. Inga underarter finns listade i Catalogue of Life.